# Paul Kelly (músico)
Paul Maurice Kelly (Adelaida, Australia, 13 de enero de 1955) es un músico australiano. Su variada producción musical abarca desde el bluegrass hasta el reggae, pero principalmente sus influencias son rock, folk y country. Actualmente vive en Melbourne. 

## Vida y obra
Kelly nació en Adelaida, Australia Meridional, el sexto de nueve hijos, en una familia católica de origen irlandés. Fue al colegio Saint Ignatius en Adelaida, a Rostrevor College, y finalmente, a Flinders University.
La carrera de Kelly se encuentra dividida en cuatro grandes periodos: primero como Paul Kelly & The Dots, después como Paul Kelly & The Coloured Girls, después como Paul Kelly & The Messengers y finalmente como artista en solitario (en el que también podemos encontrar distintos proyectos paralelos).
A finales de los años 1970, Kelly era el vocalista de una pub-band de Melbourne llamada The High Rise Bombers; cuando, tras su disolución, formó Paul Kelly & The Dots. El periodo con esta banda abarca aproximadamente del año 1978 a 1982, y un par de álbumes. Fue seguido por un par de años de incertidumbre y abuso de drogas. Kelly creció como letrista pero no conseguía encontrar un contrato con una discográfica. En 1985, publicó de forma aislada un álbum en solitario (llamado Post), para pasar a formar Paul Kelly & The Coloured Girls con quienes publicó dos álbumes. 
A finales de los años 80, Paul Kelly & The Coloured Girls había mutado para convertirse en Paul Kelly & The Messengers (de hecho, en USA los discos de los Coloured Girls aparecieron bajo el nombre de los Messengers). A partir del año 1992, se puede hablar de un comienzo en firme de la carrera de Paul Kelly como artista en solitario (a pesar de que ha colaborado con otros artistas y proyectos paralelos durante este periodo). En 1999, se publicó el recopilatorio Songs From The South, incluyendo canciones de todas las distintas etapas artísticas de Kelly. En diciembre de 2004, en Melbourne, interpretó 100 de sus canciones en orden alfabético a lo largo de dos noches. Un espectáculo similar se representó en la Ópera de Sídney en diciembre de 2006.
Durante su etapa en solitario, Kelly también ha trabajado componiendo música para el cine y la televisión; como por ejemplo, Lantana, Silent Partner y One Night The Moon en 2001; Fireflies en 2004 o Jindabyne en 2006.

## Discografía

### Paul Kelly & The Dots
- Talk (1981)
- Manilla (1982)

### Paul Kelly & The Coloured Girls
- Gossip (1986)
- Under The Sun (1987)
- En USA, los álbumes aparecieron firmados como Paul Kelly & The Messengers

### Paul Kelly & The Messengers
- So Much Water So Close To Home (1989)
- Comedy (1991)
- Hidden Things (1992)

### Paul Kelly
- Post (1985)
- Live, May 1992 (1992)
- Wanted Man (1994)
- Deeper Water (1995)
- Live at the Continental and the Esplanade (1996)
- How To Make Gravy EP (1996)
- Songs from the South: Paul Kelly's Greatest Hits (1997)
- Words and Music (1998)
- Smoke (1999)
- Roll on Summer EP (1999)
- Nothing But A Dream (2001)
- Ways & Means (2004)
- Stolen Apples (2007)

### Otros proyectos
- Professor Ratbaggy, con Professor Ratbaggy (1999)
- Foggy Highway, con The Stormwater Boys (2005)
- Stardust Five, con Stardust Five (2006)

- Datos: Q952656
- Multimedia: Paul Kelly (musician) / Q952656